# NFL Top 100 de 2020
O NFL Top 100 de 2020 foi a décima temporada da série NFL Top 100. A temporada estreou em 26 de julho de 2020 e o episódio final foi ao ar em 29 de julho de 2020, o programa foi exibido em 4 dias consecutivos e selecionou os melhores jogadores da temporada anterior de 2019.   
E, Lamar Jackson, quarterback do Baltimore Ravens, e MVP da NFL no ano anterior, foi eleito o jogador número um da lista. A franquia com mais indicações a lista foi o New Orleans Saints, com 7. Cincinnati Bengals, Miami Dolphins, New York Jets, Jacksonville Jaguars, Detroit Lions e Washigton Football Team não tiveram nenhuma seleção.  
A maior queda de posição da lista foi do running back do Atlanta Falcons, Todd Gurley, com 46. Por sua vez, o maior salto foi de Derrick Henry, running back do Tennessee Titans, que subiu 86 posições.  
O wide receiver do Tampa Bay Buccaneers, Antonio Brown, agente livre no momento em que a contagem regressiva foi ao ar, teve a melhor classificação na lista de 2019 em sétimo lugar, mas acabou não sendo classificado em 2020. 

## Lista de Episódios
| Nº do Episódio | Data de Estreia | Números Revelados | Ref                |
| -------------- | --------------- | ----------------- | ------------------ |
| 1              | 26 de Julho     | 100–91            | [ 2 ] [ 3 ] [ 4 ]  |
| 2              | 26 de Julho     | 90–81             | [ 2 ] [ 3 ] [ 4 ]  |
| 3              | 26 de Julho     | 80–71             | [ 2 ] [ 3 ] [ 4 ]  |
| 4              | 27 de Julho     | 70–61             | [ 5 ] [ 6 ] [ 7 ]  |
| 5              | 27 de Julho     | 60–51             | [ 5 ] [ 6 ] [ 7 ]  |
| 6              | 27 de Julho     | 50–41             | [ 5 ] [ 6 ] [ 7 ]  |
| 7              | 28 de Julho     | 40–31             | [ 8 ] [ 9 ] [ 10 ] |
| 8              | 28 de Julho     | 30–21             | [ 8 ] [ 9 ] [ 10 ] |
| 9              | 28 de Julho     | 20–11             | [ 8 ] [ 9 ] [ 10 ] |
| 10             | 29 de Julho     | 10–6              | [ 11 ]             |
| 11             | 29 de Julho     | 5–1               | [ 11 ]             |

## A Lista
| Rank | Jogador             | Posição            | Equipe em 2019                          | Equipe em 2020              | Mudança no Rank | Ref   | Conquistas no Ano |
| ---- | ------------------- | ------------------ | --------------------------------------- | --------------------------- | --------------- | ----- | --- |
| 1    | Lamar Jackson       | Quarterback        | Baltimore Ravens                        | Baltimore Ravens            | —               | [1]   | - AP MVP - 1º Seleção ao Pro Bowl. - 1st Seleção ao First-team do All-Pro. - Líder em passes para TD (36). - Mais jardas corridas por um QB em uma temporada (1,206). - Mais tentativas de corridas por um QB em uma temporada (159). - Maior quantidade QB Rating perfeitos em uma temporada (empatado com Ben Roethlisberger): 2 |
| 2    | Russell Wilson      | Quarterback        | Seattle Seahawks                        | Seattle Seahawks            | 23              | [2]   | - 7º Seleção ao Pro Bowl. - 1º Seleção ao Second-team do All-Pro. - 2º Temporada consecutiva com um passer rating de 106+. - 3º Temporada consecutiva com 30 ou + passes para touchdown. - Maior número de viradas no 4º quarto na liga (4, empatado com Jimmy Garoppolo e Josh Allen). - Maior quantidade de campanhas para vitória na liga (5, empatado com Josh Allen). |
| 3    | Aaron Donald        | Defensive tackle   | Los Angeles Rams                        | Los Angeles Rams            | 2               | [3]   | - 6º Seleção ao Pro Bowl. - 5º Seleção ao First-team do All-Pro. - 3º Temporada consecutiva com temporadas com 11+ sacks, 15+ tackles para perda de jardas e, 2+ fumbles forçados - 2º Temporada consecutiva liderando a liga em tackles para perda de jardas (20). |
| 4    | Patrick Mahomes     | Quarterback        | Kansas City Chiefs                      | Kansas City Chiefs          | 0               | [4]   | - MVP do Super Bowl LIV. - Campeão do Super Bowl (1º vez) - 2º Seleção ao Pro Bowl. - 2º Temporada consectuvia com 4,000+ jardas passadas, 65%+ porcentagem de passes completos e 105 + passer rating. |
| 5    | Michael Thomas      | Wide receiver      | New Orleans Saints                      | New Orleans Saints          | 8               | [5]   | - Associated Press Jogador Ofensivo do Ano da NFL (AP OPOY). - 2º Seleção ao First-team do All-Pro. - Mais recepção em uma temporada (149). - Liderou a liga em jardas recebidas (1,725). - 3º em mais TD recebidos (9, empatado). |
| 6    | Christian McCaffrey | Running back       | Carolina Panthers                       | Carolina Panthers           | 36              | [6]   | - 1º Seleção ao Pro Bowl. - 1º Seleção ao First-team do All-Pro. - Mais recepção por um running back em uma temporada (116). - 3º em mais TD corridos em uma temporada (15). - Mais TD totais em uma temporada (19, empatado com Aaron Jones) - 3º Temporada com 1,000+ jardas corridas e 1,000+ jardas recebidas na história da NFL (junto a Marshall Faulk e Roger Craig). - 2º Temporada consecutiva com 1,000+ jardas corridas, 7+ touchdowns corridos, 100+ recepções, 800+ jardas recebidas.                  |
| 7    | George Kittle       | Tight end          | San Francisco 49ers                     | San Francisco 49ers         | 22              | [7]   | - 2nd Seleção ao Pro Bowl. - 1º Seleção ao First-team do All-Pro. - 2º Temporada consecutiva com 85+ recepções, 1,000+ jardas recebidas, 5 touchdowns recebidos, 12+ jardas por captura. - Mais jardas recebidas nas primeiras três temporadas de um tight end (2,945). |
| 8    | DeAndre Hopkins     | Wide receiver      | Houston Texans                          | Arizona Cardinals           | 3               | [8]   | - 4º Seleção ao Pro Bowl. - 3º Seleção ao First-team do All-Pro. - 2º Temporada consecutiva com 100+ recepções, 1,100+ jardas recebidas, 7+ recepções para TD. |
| 9    | Stephon Gilmore     | Cornerback         | New England Patriots                    | New England Patriots        | 13              | [9]   | - Associated Press Jogador Defensivo do Ano da NFL (AP DPOY). - 3º Seleção ao Pro Bowl. - 2º Seleção ao First-team do All-Pro. - Co-líder em mais interceptções na NFL (6, empatado com Tre'Davious White e Anthony Harris) - Líder em desvios de passe (20). - 2º Temporada consecutiva com 20 desvios de passe. |
| 10   | Derrick Henry       | Running back       | Tennessee Titans                        | Tennessee Titans            | 89              | [10]  | - 1º Seleção ao Pro Bowl - 1º Seleção ao Second-team do All-Pro - Líder em Jardas Corridas da NFL (1,540). - Co-Líder em TD corridos (16, empatado com Aaron Jones) - Liderou a liga com 303 tentativas de corrida. - 2º Temporada Consecutiva com 215+ tentativas de corrida, 1,000+ jardas corridas, 4.9+ jardas por carregada, 12+ touchdowns corridos. |
| 11   | Julio Jones         | Wide receiver      | Atlanta Falcons                         | Atlanta Falcons             | 2               | [11]  | - 7º Seleção ao Pro Bowl. - 3º Seleção ao Second-team do All-Pro. - 2º em mais jardas recebidas na liga (1,394, atrás de Michael Thomas) - 2º Temporada Consecutiva com 99+ recepções, 1,300+ jardas recebidas, 6+ recepções de TD. - 6º Temporada Consecutiva de 1,300+ jardas recebidas. |
| 12   | Drew Brees          | Quarterback        | New Orleans Saints                      | New Orleans Saints          | 10              | [12]  | - 13º Seleção ao Pro Bowl. - Líder em porcentagem de passes completados da NFL (74.3%). - 3º Temporada consecutiva liderando a liga em porcentagem de passes completados. - 4º Temporada consecutiva liderando a liga completando 70%+ tentativas de passe. - 5º Temporada consecutiva com 101+ passer rating - Líder em quantidade de passes para TD na carreira (547 excluindo playoffs a partir de 2019) - Maior porcentagem de passes completos em uma partida na história da NFL (96.7% vs Indianapolis Colts) |
| 13   | Bobby Wagner        | Linebacker         | Seattle Seahawks                        | Seattle Seahawks            | 2               | [13]  | - 6º Seleção ao Pro Bowl. - 5º Seleção ao First-team do All-Pro. - Líder em tackles (159). - 4º Temporada consecutiva com 130+ tackles. |
| 14   | Tom Brady           | Quarterback        | New England Patriots                    | Tampa Bay Buccaneers        | 8               | [14]  | - 2º em quantidade de passes para TD na carreira (541, atrás apenas de Drew Brees) - 3º Temporada consecutiva com 370+ passes completados, 60%+ de passes completados, 4,000+ jardas passadas. |
| 15   | Chandler Jones      | Outside linebacker | Arizona Cardinals                       | Arizona Cardinals           | —               | [15]  | - 3º Seleção ao Pro Bowl. - 2º Seleção ao First-team do All-Pro - Líder em fumbles forçados (8, empatado com T.J. Watt) - 2º em sacks (19, atrás apenas de Shaquil Barrett) |
| 16   | Aaron Rodgers       | Quarterback        | Green Bay Packers                       | Green Bay Packers           | 8               | [16]  | - 8º Seleção ao Pro Bowl. - 2º Temporada consecutiva com uma proporção 6:1 ou mais de touchdown/interceptação. - Menor proporção de interceptações da liga (0.7%). |
| 17   | Nick Bosa           | Defensive end      | San Francisco 49ers                     | San Francisco 49ers         | —               | [17]  | - Associated Press Calouro Defensivo do Ano da NFL. - 1º Seleção ao Pro Bowl. - 13 sacks, 25 acertos em QB, 16 tackles para perda de jardas, 2 fumbles forçados, 2 recuperações de fumble, 1 interceptação (includindo playoffs). |
| 18   | Travis Kelce        | Tight end          | Kansas City Chiefs                      | Kansas City Chiefs          | 3               | [18]  | - Campeão do Super Bowl (1º vez) - 5º Seleção ao Pro Bowl. - 2º Seleção ao Second-team do All-Pro. - Mais jardas recebidas por um tight end e 4º em mais jardas recebidas na liga (1,229). - 1º tight end na história da NFL a ter 4 temporadas consecutivas com 1,000+ jardas recebidas. |
| 19   | Khalil Mack         | Outside linebacker | Chicago Bears                           | Chicago Bears               | 16              | [19]  | - 5º Seleção ao Pro Bowl. - 2º Temporada consecutiva com 8+ sacks, 5+ fumbles forçados. |
| 20   | Deshaun Watson      | Quarterback        | Houston Texans                          | Houston Texans              | 31              | [20]  | - 2º Seleção ao Pro Bowl. - 2º Temporada consecutiva com 67%+ de passes completados, 98+ passer rating, 3,500+ jardas passadas, 25+ touchdowns de passe, 400+ jardas corridas, 5+ touchdowns corridos. |
| 21   | Dalvin Cook         | Running back       | Minnesota Vikings                       | Minnesota Vikings           | —               | [21]  | - 1º Seleção ao Pro Bowl. - 4º em mais touchdowns corridos na liga (13). |
| 22   | Tyreek Hill         | Wide receiver      | Kansas City Chiefs                      | Kansas City Chiefs          | 3               | [22]  | - Campeão do Super Bowl (1º vez) - 4º Seleção ao Pro Bowl. - Recebeu 9 passes para 105 jardas no Super Bowl LIV. |
| 23   | Cameron Jordan      | Defensive end      | New Orleans Saints                      | New Orleans Saints          | 18              | [23]  | - 5º Seleção ao Pro Bowl. - 2º Seleção ao Second-team do All-Pro. - 3º em sacks na liga (15.5). - 3º Temporada consecutiva com 12+ sacks - 5º Temporada consecutiva com 15+ tackles para perda de jardas. |
| 24   | Ezekiel Elliott     | Running back       | Dallas Cowboys                          | Dallas Cowboys              | 6               | [24]  | - 3º Seleção ao Pro Bowl. - 4º em jardas corridas na liga (1,357). - 5º em touchdowns corridos na liga (12, empatado com Todd Gurley). - 2º Temporada consecutiva com 300+ carregadas, 1,300+ jardas corridas, 50+ recepções, 400+ jardas recebidas. |
| 25   | T. J. Watt          | Outside linebacker | Pittsburgh Steelers                     | Pittsburgh Steelers         | 68              | [25]  | - 2º Seleção ao Pro Bowl. - 1º Seleção ao First-team do All-Pro. - 1º Seleção ao Second-team do All-Pro. - 5º em sacks na liga (14.5). - 3º em acertos no quarterback (36, atrás apenas deZa'Darius Smith e Shaquil Barrett). - Liderou a liga em fumbles forçados (8, empatado com Chandler Jones). - 2º Temporada consecutiva com 13+ sacks, 20+ acertos em quarterback, 12+ tackles para perda de jardas, 6+ fumbles forçados.                                                                                   |
| 26   | Von Miller          | Outside linebacker | Denver Broncos                          | Denver Broncos              | 16              | [26]  | - 8º Seleção ao Pro Bowl. - 8 sacks, 10 tackles para perda de jardas, 20 acertos em quarterback . |
| 27   | Jamal Adams         | Safety             | New York Jets                           | Seattle Seahawks            | 10              | [27]  | - 2º Seleção ao Pro Bowl. - 1º Seleção ao First-team do All-Pro. - Liderou os Jets em tackles para perda de jardas (10, empatado com Steve McLendon) e acertos em quarterbacks (13, empatado com Jordan Jenkins). - 2º em mais sacks do Jets (6.5, atrás apenas de Jordan Jenkins) - Mais sacks, acertos em quarterbacks, e tackles para perda de jardas entre defensives backs. |
| 28   | Richard Sherman     | Cornerback         | San Francisco 49ers                     | San Francisco 49ers         | —               | [28]  | - 5º Seleção ao Pro Bowl. - 2º Seleção ao Second-team do All-Pro. - 60+ tackles, 10+ desvio de passes, 3 interceptações, 1 touchdown. - 1 de 2 cornerbacks a concederem <50% em 250+ alvos. |
| 29   | Quenton Nelson      | Guard              | Indianapolis Colts                      | Indianapolis Colts          | —               | [29]  | - 2º Seleção ao Pro Bowl. - 2º Seleção ao 1st-team do All-Pro. - 0 sacks concecido, 1 touchdown corrido como FB em uma jogada. |
| 30   | Mike Evans          | Wide receiver      | Tampa Bay Buccaneers                    | Tampa Bay Buccaneers        | 23              | [30]  | - 3º Seleção ao Pro Bowl. - 6º Temporada consecutiva com 1,000+ jardas recebidas para começar a carreira (empatado com Randy Moss) |
| 31   | Saquon Barkley      | Running back       | New York Giants                         | New York Giants             | 15              | [31]  | - 2º Temporada consecutiva com 1,000+ jardas corridas, 6+ touchdowns corridos, 4.5+ jardas por carregada, 50+ recepções, 400+ jardas recebidas, 2+ touchdowns por recepção. - Único running back na história da franquia do New York Giants a começar a carreira com múltiplas temporadas com 1,000+ jardas correndo. |
| 32   | Shaquil Barrett     | Outside linebacker | Tampa Bay Buccaneers                    | Tampa Bay Buccaneers        | —               | [32]  | - 1º Seleção ao Pro Bowl. - 1º Seleção ao Second-team do All-Pro. - Líder em sacks da NFL (19.5). - Empato com Za'Darius Smith na liderança de toques no quarterback (37). - 2º em tackles para perda de jardas, atrás de Aaron Donald (19) - 1º temporada com 10+ sacks |
| 33   | Aaron Jones         | Running back       | Green Bay Packers                       | Green Bay Packers           | —               | [33]  | - Colíder de mais touchdowns corridos (16, empatado com Derrick Henry). - Most total touchdowns by a non-quarterback in the season (19, empatado with Christian McCaffrey) |
| 34   | Joey Bosa           | Defensive end      | Los Angeles Chargers                    | Los Angeles Chargers        | 22              | [34]  | - 2º Seleção ao Pro Bowl. - 9º em sacks na liga (11.5, empatado) - 5º em mais toques no quarterback na liga (31) |
| 35   | Minkah Fitzpatrick  | Safety             | Miami Dolphins / Pittsburgh Steelers    | Pittsburgh Steelers         | —               | [35]  | - 1º Seleção ao Pro Bowl. - 1º Seleção ao First-team do All-Pro. - Maior quantidade de turnovers totais na liga (5 interceptações e 3 recuperação de fumbles)l |
| 36   | Nick Chubb          | Running back       | Cleveland Browns                        | Cleveland Browns            | —               | [36]  | - 1º Seleção ao Pro Bowl. - 2º em mais jardas corridas na liga (1,394). - 1º temporada com 1,000+ jardas corridas. - 2º Temporada Consecutiva com 5+ jardas por carregada e 8 touchdowns corridos. - 1º running back dos Browns desde Peyton Hillis em 2010 a correr mais de 1000+ jardas em uma temporada. |
| 37   | Jalen Ramsey        | Cornerback         | Jacksonville Jaguars / Los Angeles Rams | Los Angeles Rams            | 10              | [37]  | - 3º Seleção ao Pro Bowl. - Apenas permitiu 1 touchdown na marcação de um wide receiver na temporada. |
| 38   | Chris Godwin        | Wide receiver      | Tampa Bay Buccaneers                    | Tampa Bay Buccaneers        | —               | [38]  | - 1º Seleção ao Pro Bowl. - 1º Seleção ao Second-team do All-Pro. - 3º em mais jardas recebidas na temporada (1,333). - 1º Temporada com 1,000+ jardas recebidas. - 3º em touchdowns recebidos (9, empatado) - Mais recepções para 20+ jardas na liga (25). |
| 39   | Tyrann Mathieu      | Safety             | Kansas City Chiefs                      | Kansas City Chiefs          | —               | [39]  | - Campeão do Super Bowl (1º vez). - 2º Seleção ao First-team do All-Pro. - 1º Seleção ao Second-team do All-Pro. - MVP da equipe. - 3º Temporada consecutiva com 75+ tackles, 1+ sacks, 2+ interceptações, 7+ passes defendidos. |
| 40   | Danielle Hunter     | Defensive end      | Minnesota Vikings                       | Minnesota Vikings           | 17              | [40]  | - 2º Seleção ao Pro Bowl. - 4º em mais sacks na liga (14.5, empatado com T.J. Watt) - 2º Temporada consecutiva com 70+ tackles, 14.5 sacks, 15+ tackles para perda de jardas. |
| 41   | Jadeveon Clowney    | Defensive end      | Seattle Seahawks                        | Tennessee Titans            | 22              | [41]  | - 3 sacks, 13 toques em quarterback, 30 pressões, 4 fumbles forçados, 2 fumble recuperados, 1 fumble retornado para touchdown, 1 interceptação, 1 interceptação com retorno a touchdown. |
| 42   | Alvin Kamara        | Running back       | New Orleans Saints                      | New Orleans Saints          | 28              | [42]  | - 3º Seleção ao Pro Bowl. - 3º Temporada Consecutiva com 700+ jardas corridas, 5+ touchdowns corridos, 81 recepções, 500+ jardas recebidas. |
| 43   | Jimmy Garoppolo     | Quarterback        | San Francisco 49ers                     | San Francisco 49ers         | —               | [43]  | - 1º temporada como titular em 16 partidas. - 2º porcentagem de passes completos na liga em 16 partidas como quarterback titular (69.1). - 5º em mais touchdowns passados na liga (27, empatado com Drew Brees e Carson Wentz) - Mais viradas no 4º quarto na liga (4, empatado com Josh Allen e Russell Wilson) |
| 44   | Mark Ingram         | Running back       | Baltimore Ravens                        | Baltimore Ravens            | 36              | [44]  | - 3º Seleção ao Pro Bowl. - 7º em mais touchdowns corridos na liga (10). - 3º em mais touchdowns totais por um não-quarterback na liga (15, 10 touchdowns corridos e 5 touchdowns de recepção) |
| 45   | J. J. Watt          | Defensive end      | Houston Texans                          | Houston Texans              | 33              | [45]  | |
| 46   | Dak Prescott        | Quarterback        | Dallas Cowboys                          | Dallas Cowboys              | —               | [46]  | - 2º em mais jardas passadas na temporada (4,902). - 4º em mais touchdowns de passe na liga (30). - 4º Temporada consecutiva com 65%+ de passes completados. - Primeiro jogador do Cowboys a lançar para 4500+ jardas e 30+ touchdowns em uma temporada. |
| 47   | Tre'Davious White   | Cornerback         | Buffalo Bills                           | Buffalo Bills               | —               | [47]  | - 1º Seleção ao Pro Bowl. - 1º Seleção ao First-team do All-Pro. - Colíder em interceptações (6, empatado com Stephon Gilmore e Anthony Harris) - 0 touchdowns permitidos marcando um jogador alvo na temporada. |
| 48   | Za'Darius Smith     | Outside linebacker | Green Bay Packers                       | Green Bay Packers           | —               | [48]  | - 1st Seleção ao Pro Bowl. - Liderou em mais pressões (93). - Liderou em mais perturbações (84). - Liderou em apressar o passe (60). - Empatado com Shaquil Barrett em mais toques no quarterback (37). |
| 49   | Amari Cooper        | Wide receiver      | Dallas Cowboys                          | Dallas Cowboys              | 15              | [49]  | - 4º Seleção ao Pro Bowl. - 9º em touchdowns de recepção (9, empatado). - 8º em mais jardas de recepção (1,189). |
| 50   | Darius Leonard      | Linebacker         | Indianapolis Colts                      | Indianapolis Colts          | 24              | [50]  | - 1º Seleção ao Pro Bowl. - 1º Seleção ao Second-team do All-Pro. - Maior quantidade de interceptações entre linebackers (5, com uma para touchdown). - 2º Temporada consecutiva com 121+ tackles, 5+ sacks, 7+ passes defendidos, 2+ fumbles forçados. |
| 51   | Todd Gurley         | Running back       | Los Angeles Rams                        | Atlanta Falcons             | 46              | [51]  | - Primeiro jogador do Rams a marcar 12+ touchdowns corridos em 3 temporadas consecutivas. - 5º em touchdowns corridos na temporada (12, empatado com Ezekiel Elliott). |
| 52   | Chris Jones         | Defensive tackle   | Kansas City Chiefs                      | Kansas City Chiefs          | 16              | [52]  | - 1º Seleção ao Pro Bowl. - Campeão do Super Bowl (1º vez). - 2º em mais sacks entre defensive tackles na temporada (9, atrás apenas de Jordan Phillips) |
| 53   | Marcus Peters       | Cornerback         | Los Angeles Rams / Baltimore Ravens     | Baltimore Ravens            | —               | [53]  | - 3º Seleção ao Pro Bowl. - 2º Seleção ao Second-team do All-Pro. - 4º temporada com 5+ interceptações |
| 54   | Stefon Diggs        | Wide receiver      | Minnesota Vikings                       | Buffalo Bills               | 19              | [54]  | - 2º temporada consecutiva com 1000+ jardas recebidas, 60+ jardas corridas. |
| 55   | Zack Martin         | Guard              | Dallas Cowboys                          | Dallas Cowboys              | 4               | [55]  | - 6º Seleção consecutiva ao Pro Bowl. - 4º Seleção ao First-team do All-Pro. - Apenas uma falta holding cometida. |
| 56   | DeForest Buckner    | Defensive tackle   | San Francisco 49ers                     | Indianapolis Colts          | —               | [56]  | - 3º Seleção ao Second-team do All-Pro. - 3 fumbles forçados, 5 recuperação de fumbles, 10 sacks (incluindo playoffs). |
| 57   | Davante Adams       | Wide receiver      | Green Bay Packers                       | Green Bay Packers           | 22              | [57]  | - 2º Seleção ao Pro Bowl. - 2º Temporada com 997 jardas recebidas (2016). - Mais touchdowns em um período de 4 anos (40). |
| 58   | Kirk Cousins        | Quarterback        | Minnesota Vikings                       | Minnesota Vikings           | 20              | [58]  | - 2º Seleção ao Pro Bowl. - 5º Temporada consecutiva com 3600+ jardas passadas, 25+ touchdowns. |
| 59   | Odell Beckham Jr.   | Wide receiver      | Cleveland Browns                        | Cleveland Browns            | 36              | [59]  | - 2º Temporada consecutiva com 1000+ jardas recebidas. |
| 60   | Logan Ryan          | Cornerback         | Tennessee Titans                        | New York Giants             | —               | [60]  | - Mais tackles entre cornerbacks (113). - Recorde na carreira em tackles, sacks (4.5), passes defendidos (18, 2º posição) e fumbles forçados (4). |
| 61   | Jarvis Landry       | Wide receiver      | Cleveland Browns                        | Cleveland Browns            | 23              | [61]  | - 5º Seleção consecutiva ao Pro Bowl. - Mais recepções em seis temporadas da carreira (564). - 6º Temporada consecutiva com 81+ recepções, 750+ jardas, 4+ touchdowns. |
| 62   | David Bakhtiari     | Offensive tackle   | Green Bay Packers                       | Green Bay Packers           | 19              | [62]  | - 2º Seleção ao Pro Bowl. - 3º Seleção ao Second-team do All-Pro. |
| 63   | Preston Smith       | Outside linebacker | Green Bay Packers                       | Green Bay Packers           | —               | [63]  | - Primeira temporada com 10+ sack. |
| 64   | Harrison Smith      | Safety             | Minnesota Vikings                       | Minnesota Vikings           | 19              | [64]  | - 5º Seleção ao Pro Bowl. - 3º Temporada consecutiva com 78+ tackles, 1+ sacks, 6+ passes defendidos, 3+ interceptações |
| 65   | Tyler Lockett       | Wide receiver      | Seattle Seahawks                        | Seattle Seahawks            | 33              | [65]  | - 1º Temporada com 1000+ jardas recebidas. - 2º Temporada consecutiva com 8+ touchdowns de recepção. |
| 66   | Laremy Tunsil       | Offensive tackle   | Houston Texans                          | Houston Texans              | —               | [66]  | - 1º Seleção ao Pro Bowl. - 3 sacks concedidos. |
| 67   | Demario Davis       | Linebacker         | New Orleans Saints                      | New Orleans Saints          | —               | [67]  | - 1º Seleção ao First-team do All-Pro. - 12 passes defendidos, empatado em maior quantidade entre linebackers (Luke Kuechly) - 3º Temporada consecutiva com 100+ tackles, 4+ sacks. |
| 68   | Ryan Tannehill      | Quarterback        | Tennessee Titans                        | Tennessee Titans            | —               | [68]  | - 1st Seleção ao Pro Bowl. - NFL Comeback Player of the Year (2019). - 1º vez líder em passer rating da NFL (117.5). |
| 69   | Larry Fitzgerald    | Wide receiver      | Arizona Cardinals                       | Arizona Cardinals           | 9               | [69]  | - 2º em mais recepções na história da NFL. - 6º em mais touchdowns recebidos na história da NFL. - 0 sem recepção quanto mirado em 2019. - 16º Temporada consecutiva com 58+ recepções, 730+ jardas, 4+ touchdowns. |
| 70   | Fred Warner         | Linebacker         | San Francisco 49ers                     | San Francisco 49ers         | —               | [70]  | - 2º Temporada consecutiva com 118+ tackles, 6+ passes defendidos, 1+ fumble forçado |
| 71   | Jurrell Casey       | Defensive tackle   | Tennessee Titans                        | Denver Broncos              | 21              | [71]  | - 5º Seleção consecutiva ao Pro Bowl. - 9º Temporada consecutiva com 52+ tackles, 3+ sacks. |
| 72   | Josh Jacobs         | Running back       | Oakland / Las Vegas Raiders             | Oakland / Las Vegas Raiders | —               | [72]  | - Indicado ao PFWA All-Rookie Team. - Primeiro calouro a registrar 100 jardas e 2 touchdowns na estreia desde LaDanian Tomlinson. - Primeiro calouro do Raiders a correr 1000+ jardas. - 3º em mais jardas corridas por partida (Derrick Henry, Nick Chubb) |
| 73   | Fletcher Cox        | Defensive tackle   | Philadelphia Eagles                     | Philadelphia Eagles         | 45              | [73]  | - 5º Seleção consecutiva ao Pro Bowl. |
| 74   | Ronnie Stanley      | Offensive tackle   | Baltimore Ravens                        | Baltimore Ravens            | —               | [74]  | - 1º Seleção ao Pro Bowl. - 1º Seleção ao First-team All-Pro. |
| 75   | Earl Thomas         | Free safety        | Baltimore Ravens                        | Free Agent                  | —               | [75]  | - 7º Seleção ao Pro Bowl. |
| 76   | Marshon Lattimore   | Cornerback         | New Orleans Saints                      | New Orleans Saints          | —               | [76]  | - 2º Seleção ao Pro Bowl. - 3º Temporada consecutiva com 43+ tackles, 12 passes defendidos, 1+ interceptações. |
| 77   | Keenan Allen        | Wide receiver      | Los Angeles Chargers                    | Los Angeles Chargers        | 39              | [77]  | - 3º Seleção consecutiva ao Pro Bowl. - 3º Temporada consecutiva com 97+ recepções, 1195+ jardas, 6 touchdowns. |
| 78   | Tyron Smith         | Offensive tackle   | Dallas Cowboys                          | Dallas Cowboys              | 26              | [78]  | - 7º Seleção consecutiva ao Pro Bowl. |
| 79   | Calais Campbell     | Defensive end      | Jacksonville Jaguars                    | Baltimore Ravens            | 25              | [79]  | - 5º Seleção ao Pro Bowl - Walter Payton NFL Man of the Year de 2019. - 11º Temporada consecutiva com 48+ tackles, 5+ sacks, 2+ passes defendidos. |
| 80   | Myles Garrett       | Defensive end      | Cleveland Browns                        | Cleveland Browns            | 31              | [80]  | - 2º Temporada consecutiva com 10+ sacks e 2 fumbles forçados. |
| 81   | DK Metcalf          | Wide receiver      | Seattle Seahawks                        | Seattle Seahawks            | —               | [81]  | - Mais jardas recebidas por um calouro em uma partida de playoff (160 jardas). |
| 82   | Ryan Ramczyk        | Offensive tackle   | New Orleans Saints                      | New Orleans Saints          | —               | [82]  | - 1º Seleção ao First-team do All-Pro. - Concedeu apenas 20 pressões totais ao QB (0 sacks) em 659 snaps de passe. |
| 83   | Eric Kendricks      | Linebacker         | Minnesota Vikings                       | Minnesota Vikings           | —               | [83]  | - 1º Seleção ao Pro Bowl. - 1º Seleção ao First-team All-Pro. - 4º Temporada consecutiva com 108+ tackles, 6+ passes defendidos. |
| 84   | Cameron Heyward     | Defensive tackle   | Pittsburgh Steelers                     | Pittsburgh Steelers         | 4               | [84]  | - 3º Seleção consecutiva ao Pro Bowl. - 2º Seleção ao First-team do All-Pro. - 3º Temporada consecutiva com 8+ sacks, 1 fumble forçado, 1 recuperação de fumble, 3+ passes defendidos. |
| 85   | Zach Ertz           | Tight end          | Philadelphia Eagles                     | Philadelphia Eagles         | 45              | [85]  | - 3º Seleção consecutiva ao Pro Bowl. - 4º Temporada consecutiva com 74+ recepções, 810+ jardas e 4 touchdowns. |
| 86   | Marlon Humphrey     | Cornerback         | Baltimore Ravens                        | Baltimore Ravens            | —               | [86]  | - 1º Seleção ao Pro Bowl. - 1º Seleção ao First-team do All-Pro. - 2º Temporada consecutiva com 15 passes defendidos e 2+ interceptações |
| 87   | Josh Allen          | Quarterback        | Buffalo Bills                           | Buffalo Bills               | —               | [87]  | - Mais touchdowns corridos entre quarterback (9) - 3º em mais jardas jardas corridas entre quarterbacks (510 jardas, empatado com Lamar Jackson, Kyler Murray). - Mais viradas no 4º quarto (4, empatado com Jimmy Garoppolo e Russell Wilson). - Mais campanhas para vitória na temporada (5, empatado com Russell Wilson). |
| 88   | Jaylon Smith        | Linebacker         | Dallas Cowboys                          | Dallas Cowboys              | 27              | [88]  | - 2º Temporada consecutiva com 121+ tackles, 2+ sacks, 2 fumbles forçados e 1 recuperação de fumble. |
| 89   | Cooper Kupp         | Wide receiver      | Los Angeles Rams                        | Los Angeles Rams            | —               | [89]  | - 2º em mais touchdowns recebidos na temporada (10). - Mais jardas recebidas em uma partida internacional (220 jardas em Londres). |
| 90   | Kyler Murray        | Quarterback        | Arizona Cardinals                       | Arizona Cardinals           | —               | [90]  | - Associated Press Calouro Ofensivo do Ano da NFL. - 2º em mais jardas corridas entre quarterbacks (544 jardas). |
| 91   | Grady Jarrett       | Defensive tackle   | Atlanta Falcons                         | Atlanta Falcons             | —               | [91]  | - 1º Seleção ao Pro Bowl. - 1º Seleção ao Second-team do All-Pro. - 3º Temporada consecutiva com 4+ sacks, 52+ tackles combinados e 8+ tackles para perda de jardas. |
| 92   | Darius Slay         | Cornerback         | Detroit Lions                           | Philadelphia Eagles         | 6               | [92]  | - Mais passes defendidos desde 2013 (104). - 6º Temporada consecutiva com 13+ passes defendidos e 2+ interceptações |
| 93   | Allen Robinson      | Wide receiver      | Chicago Bears                           | Chicago Bears               | —               | [93]  | - Primeiro jogador do Chicago Bears a alcançar 1,000 jardas recebidas desde 2014. |
| 94   | Jason Kelce         | Center             | Philadelphia Eagles                     | Philadelphia Eagles         | 22              | [94]  | - 3º Seleção ao Pro Bowl. - 3º Seleção ao First-team do All-Pro. - Atuou em todos os snaps ofensivos, primeiro jogador de linha ofensiva do Eagles a alcançar esta marca. |
| 95   | Frank Clark         | Defensive end      | Kansas City Chiefs                      | Kansas City Chiefs          | 10              | [95]  | - 1º Seleção ao Pro Bowl. - Campeão de Super Bowl (1º vez). - 4º Temporada consecutiva com 8+ sacks, 2+ fumble forçados e 1+ recuperação de fumble. |
| 96   | Chris Carson        | Running back       | Seattle Seahawks                        | Seattle Seahawks            | —               | [96]  | - 2º Temporada consecutiva com 1,150+ jardas corridas e 9 touchdowns totais. |
| 97   | Budda Baker         | Safety             | Arizona Cardinals                       | Arizona Cardinals           | —               | [97]  | - Liderou em tackles entre safeties (147). - 2º Seleção ao Pro Bowl. |
| 98   | Brandon Brooks      | Guard              | Philadelphia Eagles                     | Philadelphia Eagles         | —               | [98]  | - 3º Seleção consecutiva ao Pro Bowl. |
| 99   | Darren Waller       | Tight end          | Oakland / Las Vegas Raiders             | Oakland / Las Vegas Raiders | —               | [99]  | - 2º em mais jardas recebidas entre tight ends (1,145). - 2º em mais recepções entre tight ends (90). |
| 100  | Lavonte David       | Linebacker         | Tampa Bay Buccaneers                    | Tampa Bay Buccaneers        | —               | [100] | - 2º Temporada consecutiva com 120+ tackles. |